# Hermenegildo Gutiérrez
Hermenegildo Gutiérrez (o Menendo o Mendo) (c. 850-después de mayo de 912), fue una figura destacada de la nobleza galaica de los siglos IX y X. Contaba con amplias posesiones en Galicia y en el condado Portucalense. Fue miembro de la curia regia de Alfonso III, ostentó el más alto cargo en la corte —el de mayordomo real— y fue conde de Oporto y reconquistador de Coímbra en el año 878. Su hija Elvira fue reina consorte por su matrimonio con Ordoño II de León, hijo de Alfonso III. 

## Relaciones familiares
Era hijo de Gutierre, probablemente un noble que ostentaba la dignidad condal, y de Elvira, que vivieron probablemente en Galicia hacia mediados del IX. No se conocen los patronímicos de sus padres de quienes surge la familia Menéndez, una de las más importante del medievo galaico-portugués.  Era hermano del conde Aloito Gutiérrez, casado con Argilo Aloítez y padre de varios hijos, entre ellos Gundesindo, obispo de Santiago de Compostela, y Hermenegildo Alóitez, conde en Présaras. También pudo  tener otro hermano, el conde Osorio Gutiérrez, genearca de los Osorio gallegos y  abuelo del conde homónimo,  Osorio Gutiérrez llamado el «conde santo».

## Vida
El conde Hermenegildo Gutiérrez aparece en la documentación medieval desde el año 869 —cuando junto con su suegro, el conde Gatón del Bierzo, actúa como uno de los jueces en Astorga en un pleito entre el monarca asturiano y el obispo Mauro— hasta mayo de 912, cuando confirma una donación de su yerno, el rey Ordoño II, a la Catedral de Santiago de Compostela. Fue uno de los más leales colaboradores del rey Alfonso III de quien fue mayordomo desde 870 hasta 880, y mayordomo del palacio a partir del año 883. Participó activamente en la vida política y en operaciones militares de la reconquista, especialmente en la conquista y repoblación de Coímbra y después, hacía el año 895, sofocó la rebelión del noble Witiza que se había rebelado contra el monarca. A partir de 873, también compartió el gobierno de la ciudad de Oporto, que había sido conquistada por el conde Vimara Pérez en 868, con el hijo de este último, Lucídio Vimaranes.
Con el antecedente de Vímara Pérez, Hermenegildo representa a la nobleza galaica que dio un gran impulso a la Reconquista, llegando hasta el río Mondego en un momento en que la frontera cristiano-musulmana, en el centro de la península, estaba aún a la altura de Burgos y en el que Zamora no se puede dar como repoblada hasta el año 893. Esta marcha hacia el sur consolidó un espacio social cristiano en el territorio portucalense. Esta área tan avanzada geográficamente tuvo que organizar su autodefensa mediante una creciente autonomía, germen del futuro Reino de Portugal.

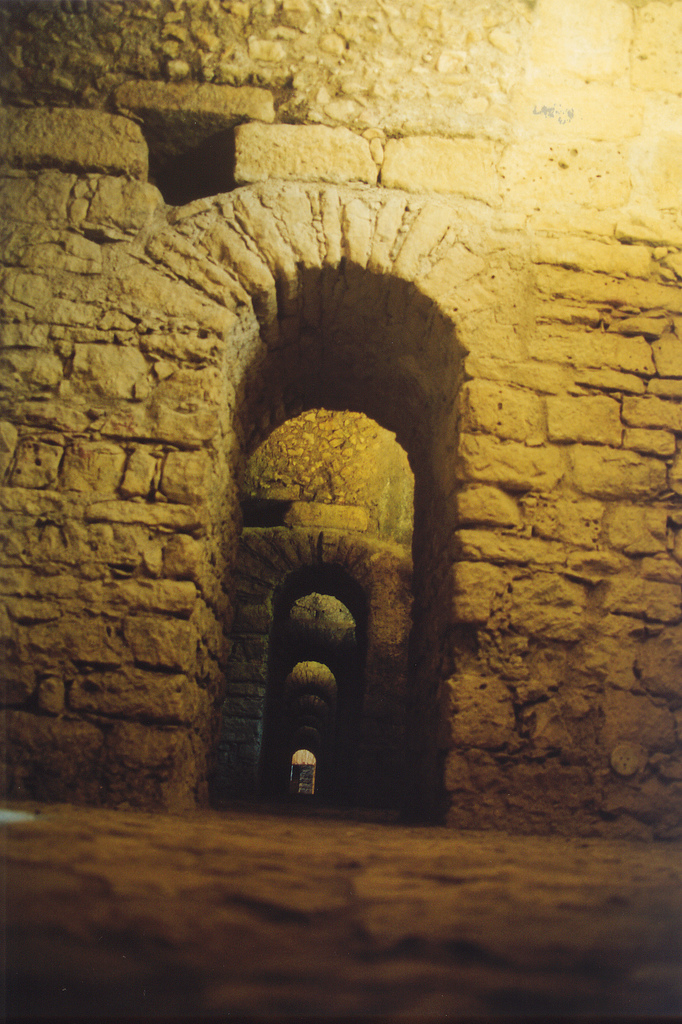
Galerías romanas debajo del antiguo palacio arzobispal en Coímbra

### Conquista de Coímbra
La conquista de Coímbra no fue una mera repoblación. Era un núcleo musulmán consolidado situado a más de cien kilómetros al sur del núcleo cristiano más próximo. Ya no pertenecía a la Gallaecia sino a la Lusitania en poder musulmán. En 878, el ejército del rey Alfonso III, con el conde Hermenegildo al mando, se enfrentó a las fuerzas musulmanas lideradas por el emir de Córdoba Muhammad I que habían iniciado un ataque contra Oporto. El emir reaccionó enseguida y sitió a Hermenegildo, que resistió con éxito y perseverancia hasta la llegada de refuerzos.
Después de haber derrotado a las fuerzas del emir y expulsado a los habitantes musulmanes de Coímbra y Oporto, desde ambas ciudades las tropas cristianas, lideradas por Hermenegildo, ocuparon y repoblaron, con hombres llevados de Galicia, otras ciudades como Braga, Viseu y Lamego. Coímbra, Lamego y Viseu fueron conquistadas otra vez en 987 por Almanzor y no fue hasta 1064 cuando fueron reconquistadas definitivamente por el rey Fernando I de León.

### Rebelión del noble Witiza
En la rebelión del dux gallego Witiza contra el rey de Asturias Alfonso el Magno, aglutinó a la nobleza gallega leal al monarca asturiano. Durante los siete años en que duró la rebelión, y que puso en peligro la corona del rey Alfonso y la unidad del reino, hizo frente a los ataques de Witiza y contribuyó decisivamente a que no se hiciera con el poder en Galicia. 
En el año 895, su ejército capturó a Witiza y lo llevó encadenado a la presencia del monarca. En recompensa recibió las mandaciones del rebelde y el título de dux como representante de la monarquía en Galicia al que los condes debían obediencia.

### Matrimonio y sucesión
Hermenegildo contrajo matrimonio con Hermesenda Gatónez, hija de Gatón del Bierzo, luego conde en Astorga, quien pudo ser prima hermana del rey Alfonso III ya que su padre fue o  hijo del rey Ramiro I o su cuñado como hermano de la reina Nuña.  Los hijos que tuvieron fueron:
- Arias Menéndez,[16][18] conde, casado con Ermesenda Gundesíndez,[18] padres de Gunterico y Elvira Arias.
- Elvira Menéndez,[16][18] reina por su matrimonio en 900 con el futuro rey de Galicia y de León Ordoño II. De su linaje descienden los sucesivos reyes galaico-leoneses (desde Sancho Ordóñez en adelante).
- Gutierre Menéndez,[16] conde, casado con la condesa Ilduara Ériz (hija del conde Ero Fernández y la condesa Adosinda de Monterroso).[18] Fueron padres de varios hijos, entre ellos, san Rosendo y el conde Munio Gutiérrez.[19][b]
- Enderquina Menéndez casada con Gundesindo Eriz.[16][18]
- Aldonza Menéndez —o Ildonza— casada con Gutierre Osóriz,[16][18] conde en Lorenzana, padres de, entre otros, la reina Adosinda Gutiérrez, esposa del rey Ramiro II de León y del conde Osorio Gutiérrez, llamado el conde santo, fundador del  monasterio de Lorenzana.[16]
- Patruina Menéndez[18]
- Gudilona Menéndez, esposa de Lucídio Vimaranes, hijo del conde Vimara Pérez y Trudildi.[19][c]